# Nomen nominandum
Nomen nominandum (lateinisch für „[noch] zu nennender Name“) ist eine lateinische Phrase, die heute im Sinne von „Der Name ist hier einzusetzen“ verwendet wird. Sie bezeichnet in Quellenangaben, im Organisationswesen und ähnlichen Kontexten (Veranstaltungen, Positionen usw.) eine noch unbekannte, später zu benennende oder absichtlich nicht genannte Person.
Die Redewendung geht in ihrer heutigen Form auf eine volksetymologische Falschlesung der antiken Abkürzung N. N. (N. n.) zurück. Die ursprüngliche Ausschreibung der Abkürzung entstammt dem antiken römischen Formularprozess, in dem sie einen fiktiven Namen der beklagten Partei darstellte und Numerius Negidius lautete. Daneben steht als Deutung der Abkürzung auch nomen nescio („den Namen kenne ich nicht“).

## Begriffsursprung und -geschichte
Eines der Grundprinzipien des antiken römischen Rechtswesens, das auch in der heutigen Rechtsprechung eine entscheidende Rolle spielt, bestand darin, ohne Ansehen der Person Recht zu sprechen. Das Gericht sollte sich mit der rechtlichen Situation zwischen den Parteien abstrakt und prinzipiell befassen und nicht durch Haltungen zu konkreten Personen beeinflusst werden. Die streitenden Parteien wurden daher mit allgemein verwendeten fiktiven Namen anstelle ihrer Eigennamen bezeichnet und angesprochen. Diese fiktiven Namen wurden regelmäßig verwendet in Anfragen an die vorgesetzte Behörde oder an Rechtsgelehrte und in den entsprechenden Auskünften und Verordnungen.
Im römischen Formularprozess ist Numerius Negidius der stets gebrauchte fiktive Name für die beklagte Partei, der dem deutschen Begriff „der Beklagte“ entspricht. Es handelt sich um ein Wortspiel, dem die Rechtsposition des Beklagten, ausgehend von einem Prozess auf Schadensersatz, zugrunde liegt (von numerare „zählen, bezahlen“ und negare „[etwas] abstreiten, sich weigern“), und bedeutet so viel wie „derjenige, der sich weigert zu zahlen“. In der gleichen Weise wurde der Kläger mit dem fiktiven Namen Aulus Agerius belegt. Aulus ist ein Vorname und Agerius ist an das Verb agere („tun, betreiben, beantragen“) angelehnt; denn causam agere („das streitige Verfahren in Gang setzen“) musste der Kläger selbst. Den Richter oder den von der Streitsache betroffenen Dritten oder die betroffene Dritte bezeichnete man in den Rechtsformeln mit dem fiktiven Namen Titius oder Lucius Titius (dann gewöhnlich abgekürzt als L. Titius) bzw. mit der femininen Form Titia. In den Gerichtsprotokollen wurden die fiktiven Namen oft in abgekürzter Form wiedergegeben. So entstand aus Numerius Negidius (Numerius negidius) die Schreibweise N. N. (N. n.).
Unter den Neudeutungen hat sich heute vor allem das Nomen nominandum („hier ist der Name zu nennen“) durchgesetzt, gefolgt vom Nomen notum („der Name ist bekannt“, ergänze: wird aber nicht bekanntgegeben). Eine weitere Ausschreibung der Abkürzung N. N. (N. n.) ist Nomen nescio für „den Namen weiß ich nicht“.

## Zeitgenössischer Gebrauch

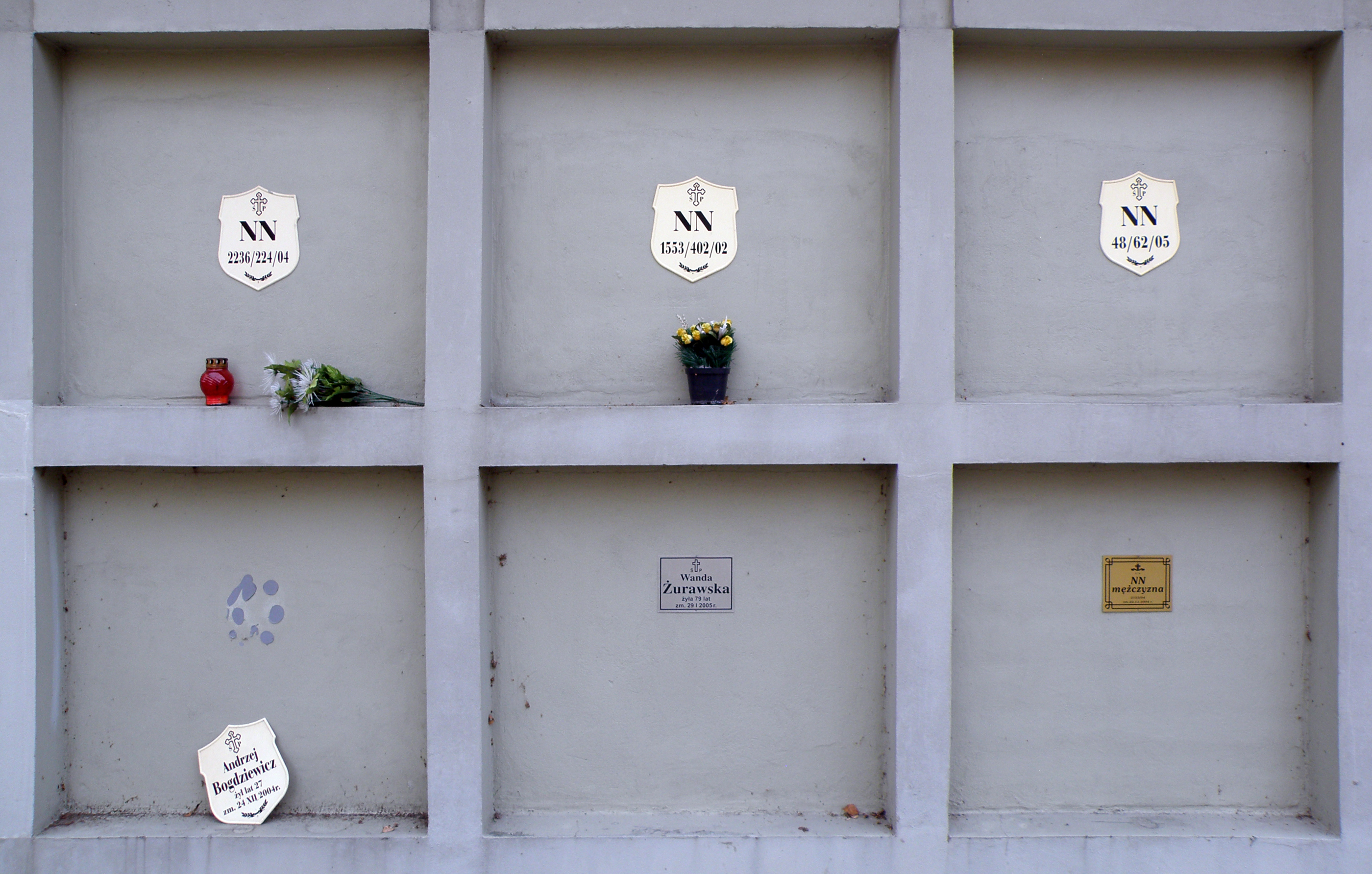
Vorläufige Verwendung von N. N. auf dem kommunalen Friedhof bei Warschau

Die Abkürzung N. N. wird in Texten und Ankündigungen als Platzhalter für Personennamen verwendet, die zum Zeitpunkt der Drucklegung noch nicht bekannt sind oder (noch) zurückgehalten werden. Dies betrifft sowohl Texte, die lediglich als Vorlage dienen, als auch Druckwerke und sonstige Veröffentlichungen mit Ankündigungscharakter.
Das Kürzel in diesem Sinne wird wie folgt verwendet:
- Im akademischen Alltag bei der Ankündigung von Lehrveranstaltungen, die von einem zukünftigen Stelleninhaber abzuhalten sind, auch dann, wenn dieser zwar schon feststeht, aber noch nicht berufen oder eingestellt worden ist. Hiermit wird auf die Erfordernisse und Feinheiten personalrechtlicher Vorgänge und diesbezüglicher Befindlichkeiten Rücksicht genommen.
- Anlässlich von Sportveranstaltungen bei der Anmeldung von Teilnehmern, wenn noch nicht klar ist, welcher Sportler (einer Mannschaft oder eines Vereins oder Verbandes) an einem Wettbewerb teilnimmt, z. B. da dieser erst noch durch Ausscheidung oder Auswahl zu ermitteln ist. Im Verlauf der Veranstaltung muss dieser Platzhalter in der Regel – ganz im Sinne der Abkürzung – durch den realen Namen des Athleten ersetzt werden.
- Im Rechtswesen, insbesondere im Zivilprozessrecht, in Schriftsätzen der Parteien des Rechtsstreits als Platzhalter für den Namen eines noch nicht benannten und daher noch zu benennenden Zeugen. Damit wird das Hinzuziehen eines Zeugen geltend gemacht, dessen Identität noch nicht bekannt ist oder noch nicht preisgegeben werden soll.
- In Organigrammen von Unternehmen und Behörden bei zurzeit unbesetzten (Plan-)Stellen. Das entspricht der Bezeichnung vacant oder open in englischsprachigen Organigrammen.
- Bei der Veröffentlichung von Schachpartien zuweilen anstelle des Namens eines der Spieler, wenn dessen Name nicht (mehr) bekannt ist, zum Beispiel beim öffentlichen Simultanspiel oder bei historischen Partien.
- Als Nomen Nescio (deutsch den Namen kenne ich nicht) in historischen und genealogischen Darstellungen für Personen verwendet, deren Existenz zwar sicher bekannt ist, nicht aber deren konkreter Name.
- Als Nullum Nomen, wenn der Name bekannt ist, aber aus Sicherheitsgründen für die betreffende Person oder aus anderen Gründen nicht genannt werden soll.

## Platzhalternamen
Um Beispieldokumente möglichst getreu zu erstellen, oder auch im allgemeinen Sprachgebrauch werden in vielen Ländern Platzhalternamen eingesetzt, beispielsweise Lieschen Müller, Erika und Max Mustermann oder im Englischen John Doe/Jane Doe.

## Verwandte Themen
- Anonymität – ein Überblick zu ähnlichen Begriffen
- ID – verwendet in der Musikbranche, Bezeichnung eines unbetitelten, und/oder unvollendeten Musikstücks
- Auct. de praen.